# Witzwort
Witzwort (danès Vitsvort) és un municipi del districte de Nordfriesland, dins l'Amt Nordsee-Treene, a l'estat alemany de Slesvig-Holstein. És a la península d'Eiderstedt entre Husum i Tönning. El 31 de desembre del 2023 tenia 1.037 habitants.